# King Priam
King Priam ("Rei Príamo" em inglês) é uma ópera do compositor inglês Michael Tippett, sobre libreto do próprio compositor. A história se baseia na Ilíada de Homero, com a exceção do nascimento e infância de Páris, que foram tiradas das Fabulae de Higino.
Sua estreia se deu a 29 de maio de 1962, em Coventry, Inglaterra. A obra foi composta para um festival de artes realizado juntamente com a reconsagração da Catedral de Coventry, reconstruída depois de ter sido totalmente destruída pelos bombardeios nazistas durante a Segunda Guerra Mundial. Benjamin Britten também compôs o seu War Requiem para a mesma ocasião.
A primeira performance em Covent Garden ocorreu em 5 de junho daquele ano, regida por John Pritchard. Sua estreia alemã foi realizada no Badisches Staatstheater, em 1963, e a americana no San Francisco Opera Center Showcase, em 1994.
Como epígrafo à partitura, Tippett colocou as palavras em alemão: "Es möge uns das Schicksal gönnen, dass wir das innere Ohr von dem Munde der Seele nicht abwenden ("Que o destino nos permita nunca afastar nosso ouvido interno dos lábios de nossa alma."). Uma possível fonte desta citação seria um ensaio de 1912 sobre Arnold Schoenberg, de Wassily Kandinsky.

## Elenco
| Papel                                    | Voz                            | Elenco na estréia, 29 de maio 1962 (Maestro: John Pritchard) |
| ---------------------------------------- | ------------------------------ | ------------------------------------------------------------ |
| Priam (Príamo), Rei de Tróia             | baixo-barítono                 | Forbes Robinson                                              |
| Hecuba (Hécuba), sua esposa              | soprano dramático              | Marie Collier                                                |
| Hector (Heitor)                          | barítono                       | Victor Godfrey                                               |
| Andromache (Andrômaca)                   | mezzo-soprano lírico-dramática | Josephine Veasey                                             |
| Paris (Páris)                            | tenor                          | John Dobson                                                  |
| Páris jovem                              | soprano infantil               | Philip Doghan                                                |
| Helen (Helena)                           | mezzo-soprano lírico           | Margreta Elkins                                              |
| Achilles (Aquiles)                       | tenor                          | Richard Lewis                                                |
| Patroclus (Pátroclo)                     | baritono ligeiro               | Joseph Ward                                                  |
| Criada                                   | mezzo-soprano                  | Noreen Berry                                                 |
| Ancião                                   | baixo                          | David Kelly                                                  |
| Jovem guarda                             | tenor lírico                   | Robert Bowman                                                |
| Hermes                                   | tenor ligeiro                  | John Lanigan                                                 |
| Coro: caçadores, convidados do casamento |                                |                                                              |